# ESL European Nations Championship
Die ESL European Nations Championship (kurn: ENC) war ein von 2004 bis 2010 stattfindender Wettbewerb der Electronic Sports League für Nationalmannschaften. Das Ziel des Turniers war die Ermittlung der besten E-Sport-Nation Europas in den führenden Disziplinen. Teil des Programms waren über den gesamten Zeitraum die Spiele Counter-Strike und Warcraft III.
Das Finale fand jedes Jahr im August auf der Gamescom in Köln bzw. auf der Games Convention in Leipzig statt. Bis 2010 wurden bei der European Nations Championship mehr als 200.000 € Preisgeld ausgeschüttet.
Das Turnier konnte über den IPTV-Sender ESL TV verfolgt werden.

## Ergebnisse
| ESL European Nation Championship | ESL European Nation Championship | ESL European Nation Championship | ESL European Nation Championship |
| Disziplin                        | Sieger                           | Zweiter                          | Dritter                          |
| -------------------------------- | -------------------------------- | -------------------------------- | -------------------------------- |
| 2004                             |                                  |                                  |                                  |
| Counter-Strike                   | Schweden                         | Österreich                       | Deutschland                      |
| Warcraft III                     | Schweden                         | Frankreich                       | Dänemark                         |
| 2005                             |                                  |                                  |                                  |
| Counter-Strike                   | Deutschland                      | Bulgarien                        | Österreich                       |
| Warcraft III                     | Schweden                         | Frankreich                       | Deutschland                      |
| FIFA                             | Deutschland                      | Russland                         | Österreich                       |
| UT 2004                          | Deutschland                      | Niederlande                      | Schweden                         |
| 2006                             |                                  |                                  |                                  |
| Counter-Strike                   | Schweden                         | Norwegen                         | Polen                            |
| Warcraft III                     | Schweden                         | Bulgarien                        | Deutschland                      |
| FIFA                             | Deutschland                      | Ungarn                           | Russland                         |
| 2007                             |                                  |                                  |                                  |
| Counter-Strike                   | Polen                            | Deutschland                      | Dänemark                         |
| Warcraft III                     | Finnland                         | Schweden                         | Deutschland                      |
| FIFA                             | Deutschland                      | Ukraine                          | Ungarn                           |
| 2008                             |                                  |                                  |                                  |
| Counter-Strike                   | Schweden                         | Deutschland                      | Dänemark                         |
| Warcraft III                     | Deutschland                      | Finnland                         | Schweden                         |
| FIFA                             | Polen                            | Deutschland                      | Rumänien                         |
| Counter-Strike: Source           | Tschechien                       | Frankreich                       | Slowakei                         |
| 2009                             |                                  |                                  |                                  |
| Counter-Strike                   | Schweden                         | Deutschland                      | Polen                            |
| Warcraft III                     | Dänemark                         | Niederlande                      | Deutschland                      |
| FIFA                             | Deutschland                      | Ukraine                          | Österreich                       |
| Counter-Strike: Source           | Deutschland                      | Frankreich                       | Italien                          |
| Call of Duty 4: Modern Warfare   | Deutschland                      | Finnland                         | Polen                            |
| DotA                             | Ukraine                          | Rumänien                         | Bulgarien                        |
| 2010                             |                                  |                                  |                                  |
| Counter-Strike                   | Schweden                         | Ukraine                          | Dänemark                         |
| Warcraft III                     | Ukraine                          | Russland                         | Dänemark                         |
| FIFA                             | Bulgarien                        | Deutschland                      | Rumänien                         |
| Counter-Strike: Source           | Vereinigtes Königreich           | Dänemark                         | Frankreich                       |
| Counter-Strike Female            | Russland                         | Deutschland                      | Frankreich                       |
| Quake Live                       | Schweden                         | Niederlande                      | Frankreich                       |

## Medaillenspiegel
Deutschland führt den ewigen Medaillenspiegel der European Nations Championship vor Schweden an. Das deutsche Team war vor allem im Spiel FIFA erfolgreich, wo es vier der sechs ausgetragenen Wettbewerbe gewann.
| Ewiger Medaillenspiegel |                        |      |        |        |       |
| Platz                   | Land                   | Gold | Silber | Bronze | Total |
| 1.                      | Deutschland            | 9    | 6      | 5      | 20    |
| 2.                      | Schweden               | 9    | 1      | 2      | 12    |
| 3.                      | Ukraine                | 2    | 3      | 0      | 5     |
| 4.                      | Polen                  | 2    | 0      | 3      | 5     |
| 5.                      | Russland               | 1    | 2      | 1      | 5     |
|                         | Bulgarien              | 1    | 2      | 1      | 5     |
| 7.                      | Finnland               | 1    | 2      | 0      | 3     |
| 8.                      | Dänemark               | 1    | 1      | 5      | 7     |
| 9.                      | Tschechien             | 1    | 0      | 0      | 1     |
|                         | Vereinigtes Königreich | 1    | 0      | 0      | 1     |
| 11.                     | Frankreich             | 0    | 4      | 3      | 7     |
| 12.                     | Niederlande            | 0    | 2      | 0      | 2     |
|                         | Finnland               | 0    | 2      | 0      | 2     |
| 14.                     | Österreich             | 0    | 1      | 3      | 4     |
| 15.                     | Rumänien               | 0    | 1      | 2      | 3     |
| 16.                     | Ungarn                 | 0    | 1      | 1      | 2     |
| 17.                     | Norwegen               | 0    | 1      | 0      | 1     |
| 18.                     | Slowakei               | 0    | 0      | 1      | 1     |
|                         | Italien                | 0    | 0      | 1      | 1     |